# دودمان اتونی

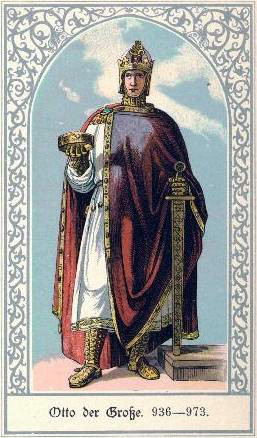
اتوی یکم یا اتوی بزرگ، نخستین امپراتور از دودمان اتونی

دودمان اُتونی (به آلمانی: Ottonen) دوده‌ای از فرانک‌ها بودند که تعدادی از اعضایش میان سال‌های ۹۱۹ تا ۱۰۲۴ میلادی به پادشاهی آلمان دست‌یافتند. نام این دودمان را از روی نام نخستین امپراتورش -اتوی یکم- گذارده‌اند. همچنین نظر به تبارشان گاه ایشان را دودمان ساکسون خوانده‌اند. همچنین گاه این دوده را به نام نخستین عضو شناخته‌شده‌اش -لیودلف- دودمان لیودلفینگ‌ها (به آلمانی: Liudolfinger) نیز گفته‌اند. دودمان اتونی را جانشینان کارولنژی‌ها می‌دانند.

## تاریخچه
نخستین کسی که از این خاندان به تاج و تخت دست یافت هاینریش مرغ‌گیر بود. او دوک ساکسونی بود که در ۹۱۹ میلادی به پادشاهی آلمان برگزیده‌شد. سپس پسر او اتوی یکم به امپراتوری رسید. دودمان اتونی بر سرزمین‌های گسترهٔ نفوذ خود را بر سرزمین‌های فرانک خاوری شامل ساکسونی، سواب، تورینگن، بایرن، لوران و فرانکونی گستردند.
اتوی یکم در ۹۳۶ میلادی دوک‌نشین ساکسونی را به ارث برد. او اقدامات پدر در متحد کردن قبیله‌های ژرمن را پی‌گرفت. او از راه پیوندهای زناشویی با صاحبان قدرت در آلمان و کوشش‌های شخصی در این راه گام برداشت، همچنین در زمان او کلیسا به نهادی نیرومند در آلمان بدل‌گردید. او پس از طی درگیری‌های داخلی، به سراغ مجارها رفت و آنان را ازدست‌اندازی‌های بیشتر به اروپا بازداشت. پیروزی او بر مجارهای بی‌دین، اتو را در جایگاه منجی مسیحیت قرارمی‌داد. در ۹۶۱ میلادی او پادشاهی ایتالیا را با جنگ به‌دست‌آورد. پشتیبانی‌های اتو و جانشینانش سبب تحولات هنری و فرهنگی‌ای گردید که به رنسانس اتونی نامور گردیده‌است. 
اتوی دوم جانشنین پدرش اتوی یکم گردید. کوشش او برای گستردن نفوذش بر باقی ایتالیا وی را با امپراتوری روم شرقی، فاطمیان و شرقیون درگیر نمود. در ۹۸۳ میلادی اتوی دوم با بحران شورش بزرگ اسلاوها روبه‌روشد و یک سال پس از آن درگذشت.
با مرگ اتوی دوم، پسر سه‌ساله‌اش اتوی سوم به پادشاهی رسید و مادر بیزانسی‌اش تئوفانو به نایب‌السلطنگی رسید. مرگ اتوی دوم ایتالیا را با بحرانی جدی روبه‌رو کرد. در ۱۰۰۲ میلادی اتوی سوم مرد و چون فرزندی نداشت هاینریش دوم از شاخهٔ بایرنی دودمان به پادشاهی رسید. هاینریش یک لشکرکشی موفقیت‌آمیز را علیه بولسلاو یکم رهبری‌نمود. هاینریش واپسین پادشاه از دودمان اتونی بود.